# S. Varga Pál
S. Varga Pál (Debrecen, 1955. január 21.–) Széchenyi-díjas magyar irodalomtörténész, pedagógus, egyetemi tanár, a Magyar Tudományos Akadémia rendes tagja. Kutatási területe a klasszikus, illetve 19. századi magyar irodalom, líratörténet és kritikatörténet. 2003 és 2008 között a Debreceni Egyetem Magyar és Összehasonlító Irodalomtudományi Intézetének, 2010-től pedig a Magyar Irodalom és Kultúratudományi Intézetének igazgatóhelyettese, 2016-tól igazgatója.

## Életpályája
1974-ben kezdte meg egyetemi tanulmányait a Kossuth Lajos Tudományegyetem Bölcsészettudományi Karának magyar-orosz-finnugor szakán, ahol 1979-ben szerzett tanári diplomát. Ezt követően a Kossuth Lajos Tudományegyetem Gyakorló Gimnázium tanított magyar nyelvet és irodalmat. 1983-ban visszakerült az egyetemre, ahol a Magyar és Összehasonlító Irodalomtudományi Intézetben kapott tanársegédi megbízást. 1986-ban védte meg egyetemi doktori disszertációját. 1987-től egyetemi adjunktusként, majd 1994-től egyetemi docensként dolgozott. 1999-ben habilitált. Egyetemi tanári kinevezését 2005-ben vette át. 1992 és 1996 között az egyetem 19. századi magyar irodalomtörténeti tanszékének megbízott vezetője volt. Eközben 2003-ban az intézet igazgatóhelyettese lett, pozícióját 2008-ig töltötte be. 2010-ben a Debreceni Egyetem Magyar Irodalom és Kultúratudományi Intézetének igazgatóhelyettesévé nevezték ki. Magyarországi munkái mellett 1989 és 1992 között a finnországi Jyväskyläben dolgozott lektorként, 1998-ban a Babes-Bólyai Egyetem meghívott előadója, 1999–2000-ben a Bécsi Egyetem Finnugor Intézetének, 2004-ben a berlini Humboldt Egyetem vendégtanára volt. 1997 és 2004 között Széchenyi professzori ösztöndíjjal, 2009-ben Charles Simonyi-ösztöndíjjal kutatott.
1992-ben védte meg az irodalomtudományok kandidátusi, 2000-ben akadémiai doktori értekezését. A Magyar Tudományos Akadémia Irodalomtudományi Bizottságának lett tagja. 2007-ben az Akadémia közgyűlési képviselőjévé, 2010-ben levelező, 2016-ban pedig rendes tagjává választották. Akadémiai tevékenységén kívül 1994 és 1997 között a magyar irodalmi OKTV országos bizottságában, 2007-től a Magyar Akkreditációs Bizottság irodalomtudományi szakbizottságának tevékenykedett. 1998 és 2003 között az Irodalomtörténet című folyóirat kritikai rovatának szerkesztője volt, 2003-ban a Debreceni Disputa főszerkesztője lett. Több mint száznegyven tudományos publikáció szerzője vagy társszerzője. Publikációit magyar és angol nyelven adja közre.

## Díjai, elismerései
- Oltványi Ambrus-díj (1995)
- Martinkó András-díj (1998)
- Kölcsey Ferenc-díj (2003)
- Debrecen Város Csokonai-díja (2006)[1]
- Széchenyi-díj (2022)[2]

## Főbb publikációi
- Modalitás-típusok a 19. század hetvenes éveinek magyar lírájában (1980)
- Komjáthy Jenő költői világképének alakulása (1989)
- A gondviseléshittől a vitalizmusig. A magyar líra világképének alakulása a 19. sz. második felében (1994)
- „…Virgilje lehet legfőlebb; de Homérja soha”: Arany János és a „népi tudalom” (1995)
- Két világ közt választhatni. Világkép és többszólamúság Az ember tragédiájában (1997)
- „Az ember véges állat…” A kultúrantropológia fordulata a felvilágosodás után – Herder és Kölcsey (1998)
- A nemzet mint szimbolikus értelemvilág: Bevezetés a nemzeti irodalom 19. századi fogalmainak tanulmányozásához (2002)
- A nemzeti költészet csarnokai. A nemzeti irodalom fogalmi rendszerei a 19. századi magyar irodalomtörténeti gondolkodásban (2005)
- Mikszáth „tudásregényei” (2011)
- A magyar emlékezethelyek kutatásának elméleti és módszertani alapjai; szerk. S. Varga Pál, Száraz Orsolya, Takács Miklós; Debreceni Egyetemi Kiadó, Debrecen, 2013 (Loci memoriae Hungaricae, 2.)
- A valóság mint nyelvi konstrukció a 19. századi magyar irodalomban; MTA, Bp., 2013 (Székfoglalók a Magyar Tudományos Akadémián)
- "Szirt a habok közt". Tanulmányok Imre László 70. születésnapjára; szerk. Bényei Péter, Gönczy Monika, S. Varga Pál; Debreceni Egyetemi Kiadó, Bp., 2014
- Az újraszőtt háló. Kulturális mintázatok szerepe a felvilágosodás utáni magyar irodalomban; Ráció, Bp., 2014
- Erinnerungsorte im Spannungsfeld unterschiedlicher Gedächtnisse: Galeerensklaverei und 1848; szerk. S. Varga Pál, Karl Katscthaler, Takács Miklós; Debrecen University Press, Debrecen, 2017 (Loci memoriae Hungaricae)